# Arabidopsis
Arabidopsis é um género pertencente à família das Brassicaceae, a que também pertencem as couves e a mostarda. Este género tornou-se particularmente importante em termos científicos porque inclui a Arabidopsis thaliana, que tem sido utilizada nas duas últimas décadas como organismo modelo para estudo da biologia genética vegetal.

## Reclassificação do géneroArabidopsis
Actualmente, o género Arabidopsis tem nove espécies, mais oito subespécies reconhecidas. Esta delimitação é relativamente recente e baseia-se em filogenias morfológicas e moleculares, da autoria de O'Kane e Al-Shehbaz, (1997, 2003), entre outros.
As suas descobertas confirmam que as espécies, antes reunidas sob este género são polifiléticas. As reclassificações mais recentes incluem duas espécies antes colocadas em Cardaminopsis e Hylandra, bem como três espécies do género Arabis. São também excluídas 50 espécies que foram movidas para os géneros Crucihimalaya, Beringia, Olimarabidopsis, Pseudoarabidopsis, e Lanhedgea.
Todas as espécies de Arabidopsis são nativas da Europa, embora duas das espécies se encontrem muito propagadas por vastas áreas da América do Norte e Ásia.

## Citogenética
Análises Citogenéticas mostram que o número cromossómico haplóide varia com n = 5, 8, 13, ou 16.
A. thaliana tem n=5 - a sequenciação do DNA desta espécie terminou no final de 2000.
A. suecica tem n=13 - é uma espécie anfidiplóide originada pela hibridação entre A. thaliana e A. arenosa.
A. neglecta tem n=8, tal como as várias subespécies de A. halleri.
Várias espécies de A. lyrata e A. arenosa podem-se encontrar com n=8 (diplóide) ou n=16 (tetraplóide).
Até 2005, não há registo de estudo citológico das espécies A. cebennensis, A. croatica, e A. pedemontana.

## Lista de espécies e subespécies
- Arabidopsis thaliana (Linnaeus) Heynhold

Distribuição: nativa da quase totalidade do território europeu até à Ásia Central, aparece actualmente dispersa por quase todo o mundo.
- Arabidopsis suecica (Fries) Norrlin, Meddel.

Distribuição: Escandinávia e Báltico.
- Arabidopsis arenosa (Linnaeus) Lawalrée,

A. arenosa subsp. arenosa
Distribuição: Europa: nativa da Áustria, Bielorrússia, Bósnia e Herzegovina, Bulgária, Croácia, República Checa, Nordeste da França, Alemanha, Hungria, Norte de Itália, Letónia, Lituânia, Macedónia, Polónia, Roménia, Eslováquia, Eslovénia, Suíça, Ucrânia e na antiga Jugoslávia; foi introduzida na Bélgica, Dinamarca, Estónia, Finlândia, Países Baixos, Noruega, Rússia e Oeste da Sibéria, e Suécia; ausente na Albânia, Grécia, Itália e Turquia.
A. arenosa (Lineu) Lawalrée subsp.'borbasii
Distribuição: Este da Bélgica, República Checa, Nordeste da França, Alemanha, Hungria, Polónia, Roménia, Eslováquia, Suíça, Ucrânia. Ocorre, menos, na Dinamarca.
- Arabidopsis neglecta (Schultes)

Distribuição: Cárpatos (Polónia, Roménia, Eslováquia e zona adjacente da Ucrânia).
- Arabidopsis croatica (Schott)

Distribuição: Bósnia, Croácia.
- Arabidopsis cebennensis (de Candolle)

Distribuição: Sudeste da França.
- Arabidopsis pedemontana (Boissier)

Distribuição: noroeste da Itália e, presumivelmente extinta, na zona adjacente do sudoeste da Suíça.
- Arabidopsis lyrata (Linnaeus)

A. lyrata subsp. lyrata
Distribuição: Nordeste da Rússia europeia, Alasca, Canadá (Oeste do Ontário, na Colúmbia Britânica), e Estados Unidos, no centro e sudeste (Sul de Vermont até ao norte da Geórgia e margem norte do Mississippi até ao Missouri e Minnesota).
A. lyrata subsp. petraea (Linnaeus)
Distribuição: Áustria, República Checa, Inglaterra, Alemanha, Hungria, Islândia, Irlanda, Norte de Itália, Noruega, Rússia (Nordeste da Rússia, Sibéria e Extremo Oriente), Escócia, Suécia, Ucrânia, América boreal (Alasca e Yukon). Aparentemente extinta na Polónia.
A. lyrata (Linnaeus) O'Kane & Al-Shehbaz subsp. kamchatica (Fischer ex de Candolle)
Distribuição: Alasca boreal, Canadá (Yukon, Mackenzie, Colúmbia Britânica, Saskatchewan setentrional), ilhas Aleutas, Sibéria oriental, Extremo oriente russo, Coreia, China setentrional, Japão e Taiwan.
- Arabidopsis halleri (Linnaeus)

A. halleri subsp. halleri
Distribuição: Áustria, Croácia, República Checa, Alemanha, Polónia, Roménia, Centro e Sul da Itália, Eslováquia, Eslovénia, Suíça e sul da Ucrânia. Foi introduzida, provavelmente, no norte de França e está extinta na Bélgica.
A. halleri subsp. ovirensis (Wulfen)
Distribuição: Albânia, Áustria, Nordeste da Itália, Roménia, Eslováquia, Eslovénia, Sudoeste da Ucrânia, Jugoslávia.
A. halleri subsp. gemmifera (Matsumura)
Distribuição: Extremo oriente russo, nordeste da China, Coreia, Japão, e Taiwan.

## Espécies reclassificadas
As espécies seguintes, antes colocadas no género  Arabidopsis, foram reclassificadas noutros géneros.
- Arabidopsis bactriana
- A. brevicaulis   = Crucihimalaya himalaica
- A. bursifolia  = Beringia bursifolia (de Candolle)
- A. campestris = Crucihimalaya wallichii (J.D. Hooker & Thomson)
- A. dentata (Allioni) = Murbeckiella pinnatifida (Lamarck)
- Arabidopsis drassiana
- A. erysimoides = Erysimum hedgeanum
- A. eseptata = Olimarabidopsis umbrosa (Botschantsev & Vvedensky)
- A. gamosepala = Neotorularia gamosepala (Hedge)
- A. glauca = Thellungiella salsuginea
- A. griffithiana = Olimarabidopsis pumila (Stephan)
- A. himalaica = Crucihimalaya himalaica
- A. huetii (Boissier) = Murbeckiella huetii (Boissier)
- A. kneuckeri (Bornmüller) = Crucihimalaya kneuckeri (Bornmüller).
- A. korshinskyi = Olimarabidopsis cabulica (J.D. Hooker & Thomson)
- A. lasiocarpa = Crucihimalaya lasiocarpa (J.D. Hooker & Thomson)
- A. minutiflora (J.D. Hooker & Thomson) = Ianhedgea minutiflora (J.D. Hooker & Thomson)
- A. mollis = Beringia bursifolia (de Candolle)
- A. mollissima = Crucihimalaya mollissima (C.A. Meyer)
- A. monachorum (W.W. Smith) = Crucihimalaya lasiocarpa (W.W. Smith)
- A. mongolica (Botschantsev) = Crucihimalaya mongolica (Botschantsev)
- A. multicaulis = Arabis tibetica
- A. novae-anglicae = Neotorularia humilis (C.A. Meyer)
- A. nuda (Bélanger) = Drabopsis nuda (Bélanger)
- A. ovczinnikovii = Crucihimalaya mollissima (C. A. Meyer)
- A. parvula (Schrenk) = Thellungiella parvula (Schrenk)
- A. pinnatifida (Lamarck) = Murbeckiella pinnatifida (Lamarck)
- A. pumila (Stephan) = Olimarabidopsis pumila (Stephan)
- A. qiranica = Sisymbriopsis mollipila (Maximowicz)
- A. richardsonii = Neotorularia humilis (C.A. Meyer)
- A. russeliana = Crucihimalaya wallichii (J.D. Hooker & Thomson)
- A. salsuginea (Pallas) = Thellungiella salsuginea (Pallas)
- A. sarbalica = Crucihimalaya wallichii (J.D. Hooker & Thomson)
- A. schimperi (Boissier) = Robeschia schimperi (Boissier)
- A. stenocarpa = Beringia bursifolia (de Candolle)
- A. stewartiana = Olimarabidopsis pumila (Stephan)
- A. stricta (Cambessèdes) = Crucihimalaya stricta (Cambessèdes)
- A. taraxacifolia = Crucihimalaya wallichii (J.D. Hooker & Thomson)
- A. tenuisiliqua = Arabis tenuisiliqua K.H. Rechinger & Köie, Anz. Math-Nat. Kl. Oesterr. Akad. Wiss.
- A. tibetica = Crucihimalaya himalaica
- A. tibetica (J.D. Hooker & Thomson) = Arabis tibetica
- A. toxophylla (Bieberstein) = Pseudoarabidopsis toxophylla (Bieberstein)
- A. trichocarpa = Neotorularia humilis (C.A. Meyer)
- A. trichopoda (Turczaninow) = Beringia bursifolia (de Candolle)
- A. tschuktschorum (Jurtsev) = Beringia bursifolia (de Candolle) Arabidopsis tuemurnica = Neotorularia humilis (C.A. Meyer)
- A. verna (Koch) = Drabopsis nuda (Bélanger)
- A. virgata (Nuttall ex Torrey & A. Gray) = Beringia bursifolia (de Candolle)
- A. wallichii (J.D. Hooker & Thomson) = Crucihimalaya wallichii (J.D. Hooker & Thomson)
- A. yadungensis